# Bufo tihamicus
Bufo tihamicus är en groddjursart som beskrevs av Balletto och Maria Adelaide Cherchi 1973. Bufo tihamicus ingår i släktet Bufo och familjen paddor. IUCN kategoriserar arten globalt som livskraftig. Inga underarter finns listade.